# Letters from the Edge
A Letters from the Edge a szombathelyi Sear Bliss zenekar nyolcadik nagylemeze, mely 2018 nyarán jelent meg a Hammerheart Records gondozásában. A lemezen tíz szám található, kísérletezős, progresszív black metal stílusban. A borító a gitáros Kovács Attila munkája, a producer Scheer Viktor volt, a mastert Dan Swanö készítette.

## Az album dalai
|     | Cím                       | Hossz |
| --- | ------------------------- | ----- |
| 1.  | Crossing the Frozen River | 01:14 |
| 2.  | Forbidden Doors           | 06:01 |
| 3.  | Seven Springs             | 05:08 |
| 4.  | A Mirror in the Forest    | 04:50 |
| 5.  | Abandoned Peaks           | 05:02 |
| 6.  | Haven                     | 03:45 |
| 7.  | The Main Divide           | 06:27 |
| 8.  | Leaving Forever Land      | 10:03 |
| 9.  | At the Banks of Lethe     | 01:12 |
| 10. | Shroud                    | 07:07 |

## Közreműködők
- Nagy András – ének, basszusgitár, billentyűs hangszerek
- Pál Zoltán – harsona
- Kovács Attila – gitárok, billentyűs hangszerek
- Csejtey Gyula – dobok
- Vigh Zoltán – gitárok